# Distretto di Na Haeo
Il distretto di Na Haeo (in thailandese: นาแห้ว) è un distretto (amphoe) della Thailandia, situato nella provincia di Loei.